# Rolls-Royce Nene

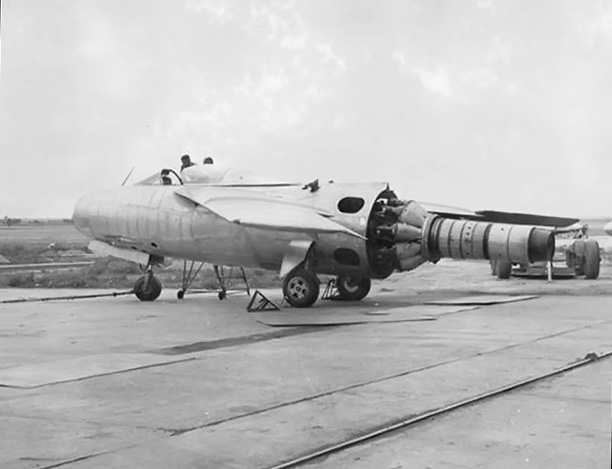
FMA IAe 33 Pulqui II bez ocasní části s viditelným motorem Rolls-Royce Nene II

Rolls-Royce Nene byl britský proudový motor z 40. a počátku 50. let 20. století. Spíše než zvětšená verze motoru Rolls-Royce Derwent byl Nene kompletně překonstruovanou verzí s cílem dosáhnout tahu 5 000 lbf, což z něj udělalo nejvýkonnější motor své doby. Šlo o třetí motor firmy Rolls-Royce, který vstoupil do výroby. Název dostal po řece Nene.
V Británii poháněl stíhačky či stíhací bombardéry typů Hawker Sea Hawk a Supermarine Attacker. Dvojice motorů Nene poháněla i historicky první civilní proudový dopravní letoun, který vznikl úpravou pístového typu Vickers VC.1 Viking. Upravený proudový Viking, sloužící jako zkušebna motorů Nene, poprvé vzlétl 6. dubna 1948.
Americký výrobce leteckých motorů Pratt & Whitney zakoupil licenci na výrobu motoru Rolls-Royce Nene, které byly vyráběny pod označením Pratt & Whitney J42. Tento motor byl použit především u starších verzí stíhacího letounu Grumman F9F Panther.
Britská labouristická vláda povolila společnosti Rolls-Royce vývoz 25 motorů Nene do SSSR. Sovětský svaz tehdy neměl domácí motor vhodných parametrů pro připravované vysokovýkonné stíhačky. Proto byla Klimovovou konstrukční kanceláří vyvinuta kopie motoru Nene pod označením Klimov RD-45, ten byl použit ve stíhacích letounech MiG-15. Na jeho základě byl později vyvinut motor Klimov VK-1 o tahu 26,5 kN, tedy výrazně více než původní vzor. Motor Klimov VK-1 byl použit k pohonu stíhacích letounů MiG-15bis a MiG-17.
Ve Francii typ Nene Mk 104B (tah 22,3 kN), vyráběný v licenci u firmy Hispano, poháněl stíhací letoun Dassault Ouragan.
V licenci byl Nene vyráběn v Austrálii, protože je používaly letouny de Havilland Vampire Australského královského letectva.
Kanadský výrobce motorů Orenda stavěl licenční motory Nene pro kanadské cvičné letouny Canadair T-33.
V bývalém československu vyráběl od roku 1952 variantu motoru Nene pod označením M05 tehdejší podnik Závody Jana Švermy (Motorlet) v Praze-Jinonicích na základě ruské licence motoru RD-45. Motory byly montovány do licenčních letounů MiG 15 v tehdejších Středočeských strojírnách Vodochody a Strojírnách první pětiletky v Kunovicích.

## Varianty

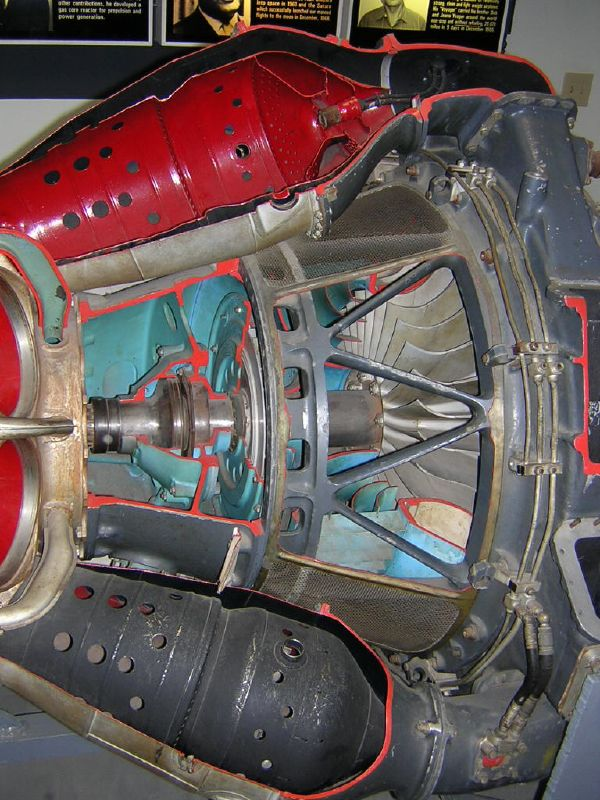
Průřez částí motoru

- Nene 101 (tah 22,3 kN) – Hawker Sea Hawk F.Mk 1 až FGA.Mk 4
- Nene 103 (tah 24,0 kN) – Hawker Sea Hawk FB.Mk 5, FGA.Mk 6 a exportní verze
- Nene 3 (tah 22,24 kN) - Supermarine Attacker F.Mk 1 a FB.Mk 1
- Nene 2 - Supermarine Attacker FB.Mk 2

## Specifikace (Nene)

### Technické údaje
- Typ: proudový motor
- Průměr: 1 257,3 mm
- Délka: 2 458,7 mm
- Hmotnost suchého motoru: 725,7 kg

### Součásti
- Kompresor: jednostupňový oboustranný radiální kompresor
- Spalovací komora: 9 trubkových
- Turbína: jednostupňová axiální
- Palivo: Kerosin (R.D.E.F./F/KER)

### Výkony
- Maximální tah: 5 000 lbf (22,24 kN) při 12 300 rpm na úrovni mořské hladiny při vzletu
- Měrná spotřeba paliva: 108,04 kg/kN/hr
- Poměr tah/hmotnost: 0,0315 kN/kg